# Leucadendron sheilae
Leucadendron sheilae är en tvåhjärtbladig växtart som beskrevs av I.J.M. Williams. Leucadendron sheilae ingår i släktet Leucadendron och familjen Proteaceae. Inga underarter finns listade i Catalogue of Life.